# Mukaghali Makataïev
 (janvier 2019).
Le contenu est difficilement compréhensible vu les erreurs de traduction, qui sont peut-être dues à l'utilisation d'un logiciel de traduction automatique.
Mukaghali Makataïev (kazakh : Мұқағали Мақатаев ; 9 février 1931 - 27 mars 1976) est un poète, écrivain et traducteur kazakh et soviétique.

## Biographie
Mukaghali Makataïev est né le 9 février 1931 dans le village de Karasaz (district de Narynkol, oblys d'Almaty). En 1948-1949, il étudie à la faculté de philologie de l'université d'État du Kazakhstan. De 1952 à 1969, il travaille dans un secrétaire exécutif du journal La frontière soviétique (kazakh : Советтік шекара), un contributeur littéraire aux journaux Kazakhstan socialiste (kazakh : Социалистік Қазақстан) et Culture et la vie (kazakh : Мәдениет және Тұрмыс) et Star (kazakh : Жұлдыз) magazine. En 1970, il rejoint l'Union des écrivains du Kazakhstan.
Des poésies de Mukaghali Makataïev ont été publiés dès 1948. Il est devenu célèbre grâce à son poème « Appassionata » (1962, kazakh : Аппассионата). Plusieurs de ses poésies sont considérées comme des classiques de la littérature kazakhe du XXe siècle.
Mukaghali Makataïev est mort à Almaty le 27 mars 1976, à l'âge de 45 ans. En 1999, le Prix d'État de la république du Kazakhstan lui a été décernée à titre posthume.